# (137295) 1999 RB216
(137295) 1999 RB216 est un objet transneptunien de la famille des twotinos.

## Caractéristiques
1999 RB216 mesure environ 150 km de diamètre.

## Orbite
L'orbite de 1999 RB216 possède un demi-grand axe de 47,41 ua et une période orbitale d'environ 326 ans. Son périhélie l'amène à 33,646 ua du Soleil et son aphélie l'en éloigne de 61,18 ua. Il possède une résonance 1:2 avec Neptune.

## Découverte
1999 RB216 a été découvert le 8 septembre 1999.